# Salix koreensis
Salix koreensis är en videväxtart som beskrevs av Nils Johan Andersson. Salix koreensis ingår i släktet viden, och familjen videväxter.

## Underarter
Arten delas in i följande underarter:
- S. k. brevistyla
- S. k. pedunculata
- S. k. shandongensis

## Bildgalleri

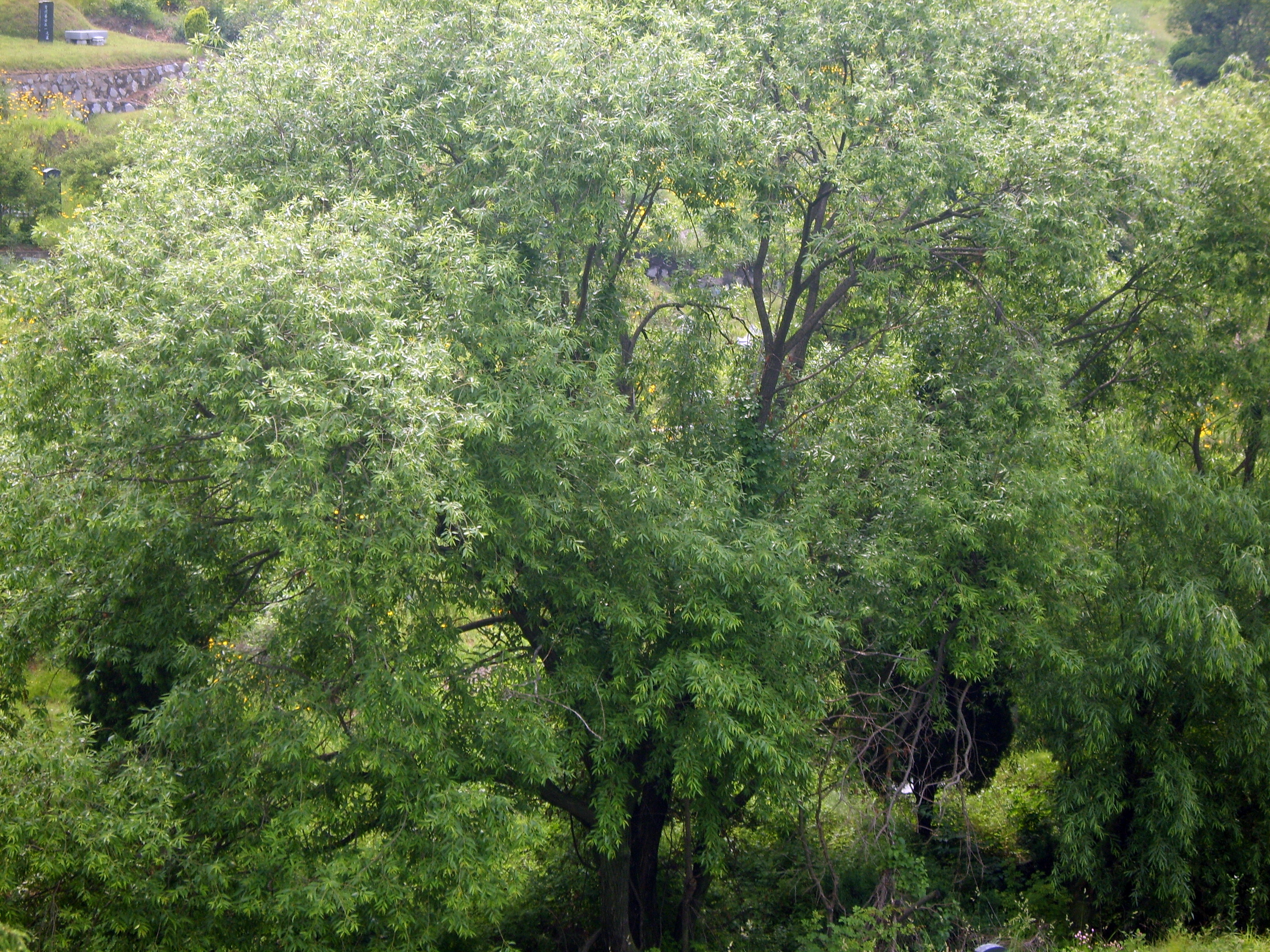
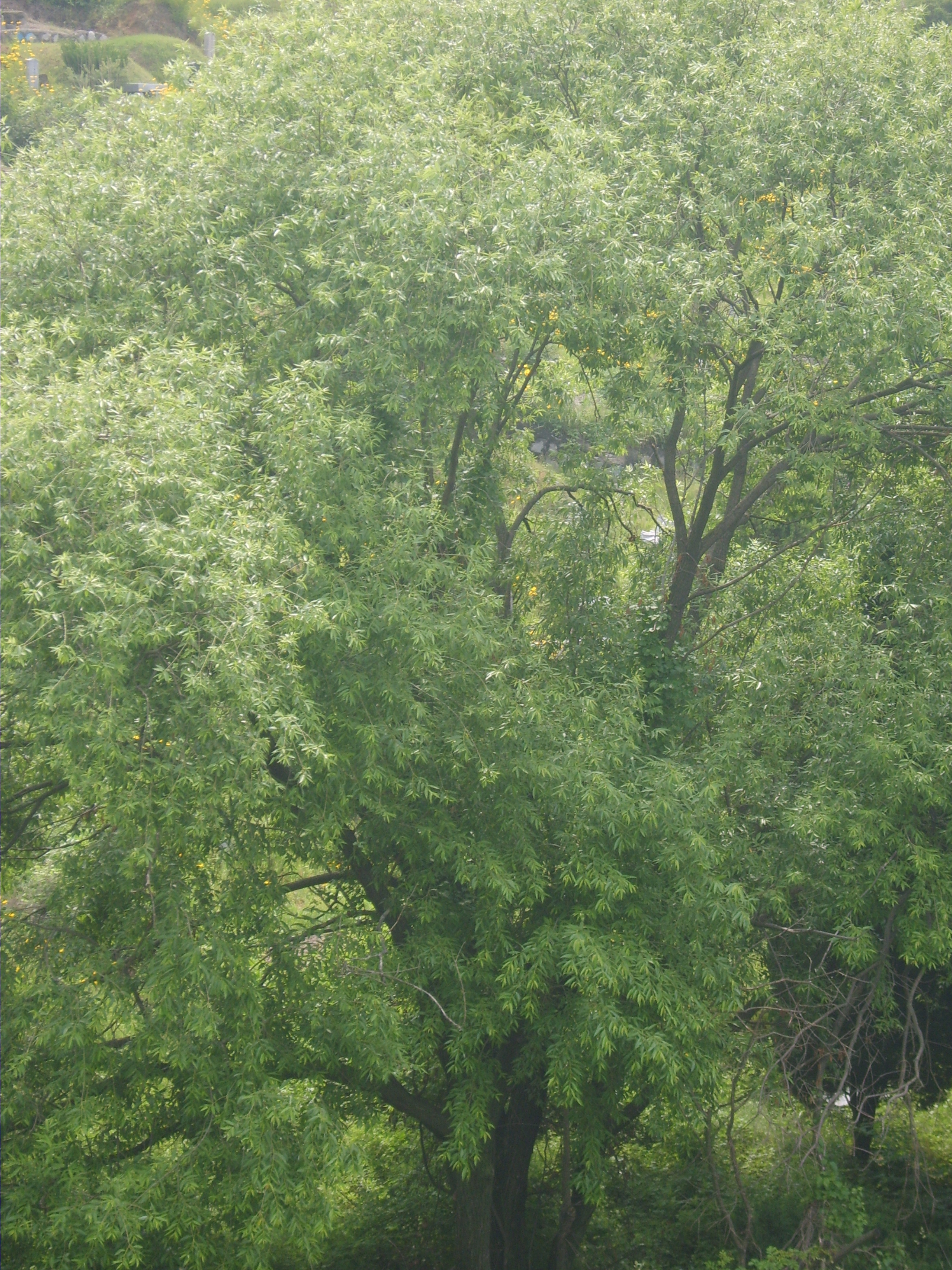
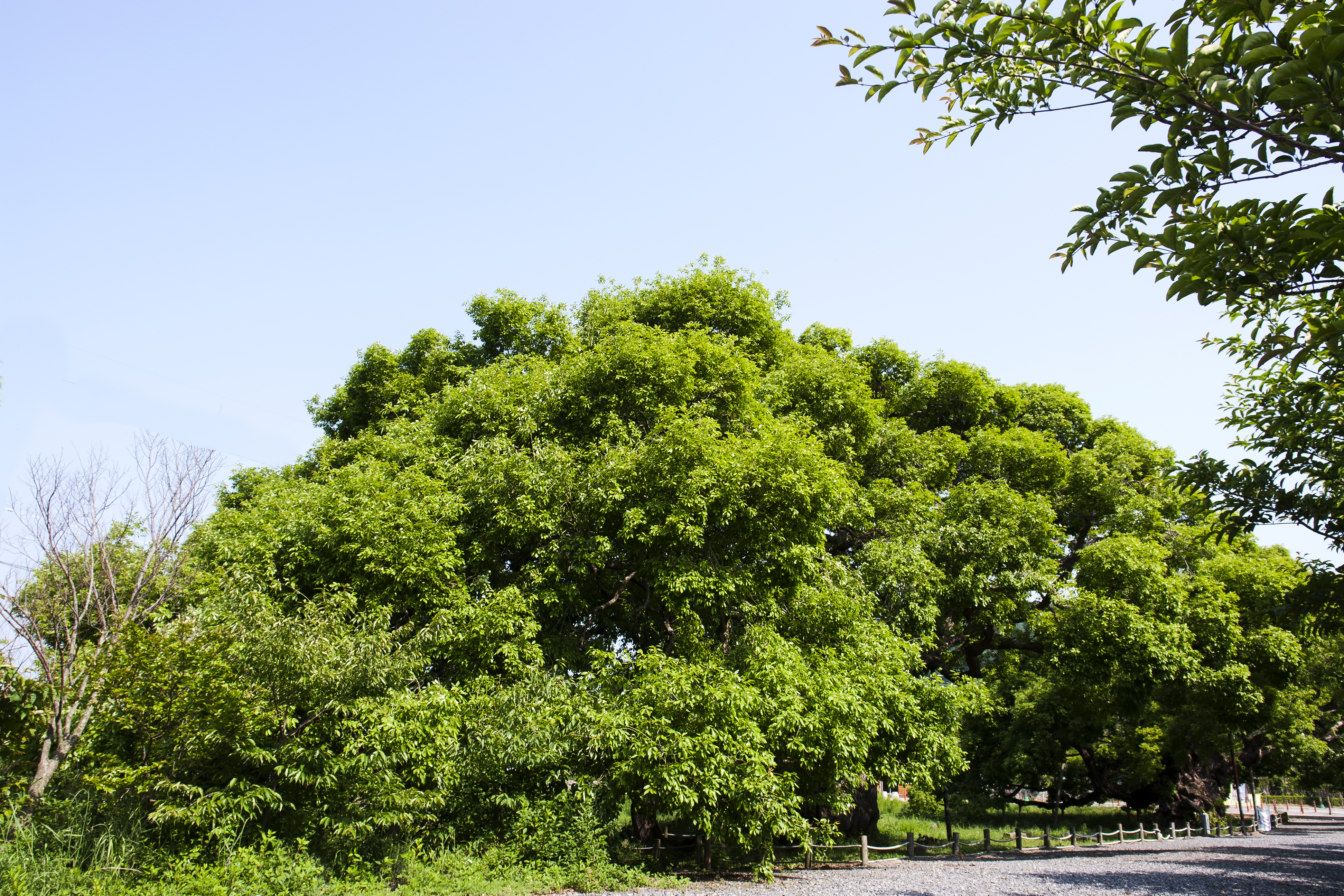
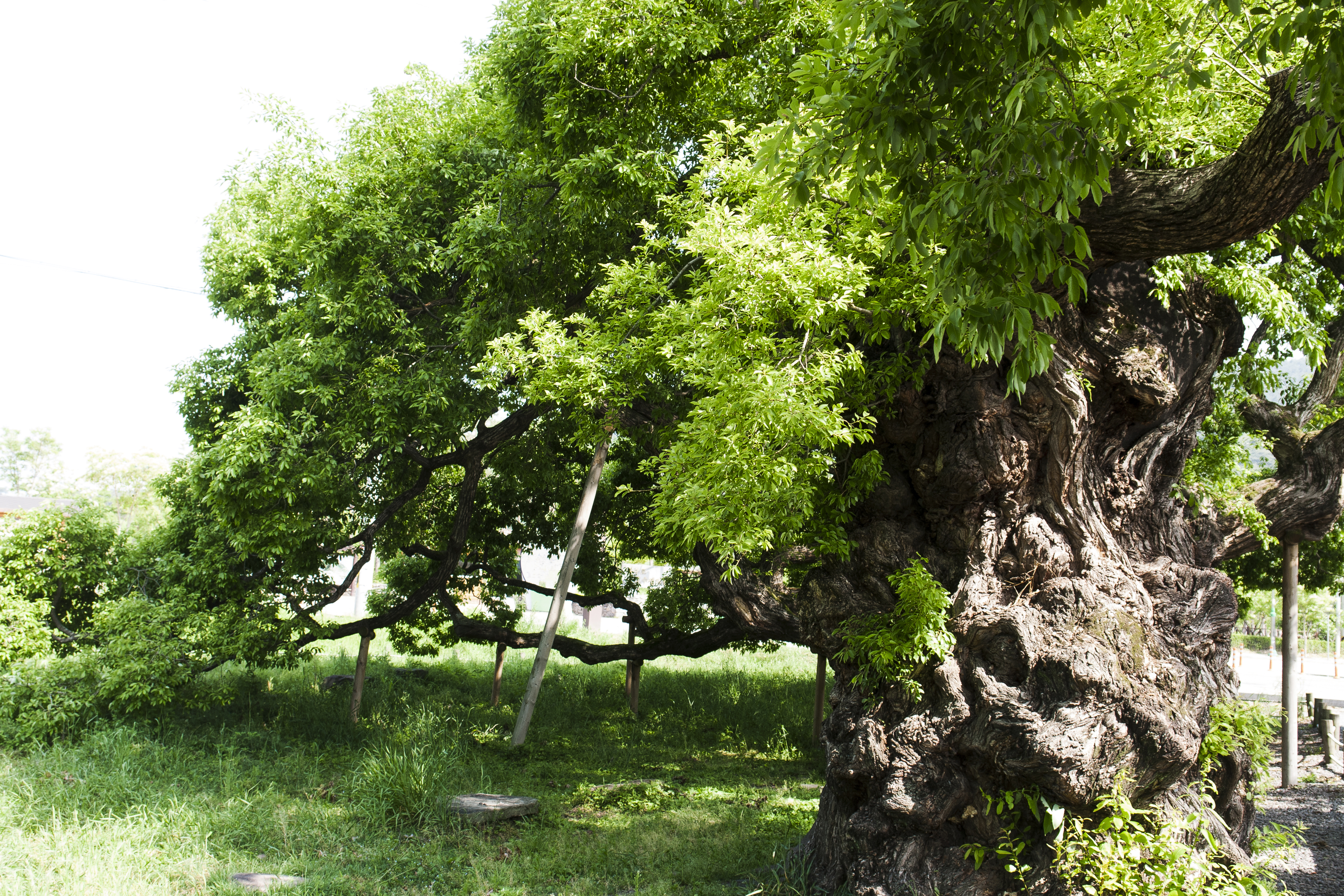
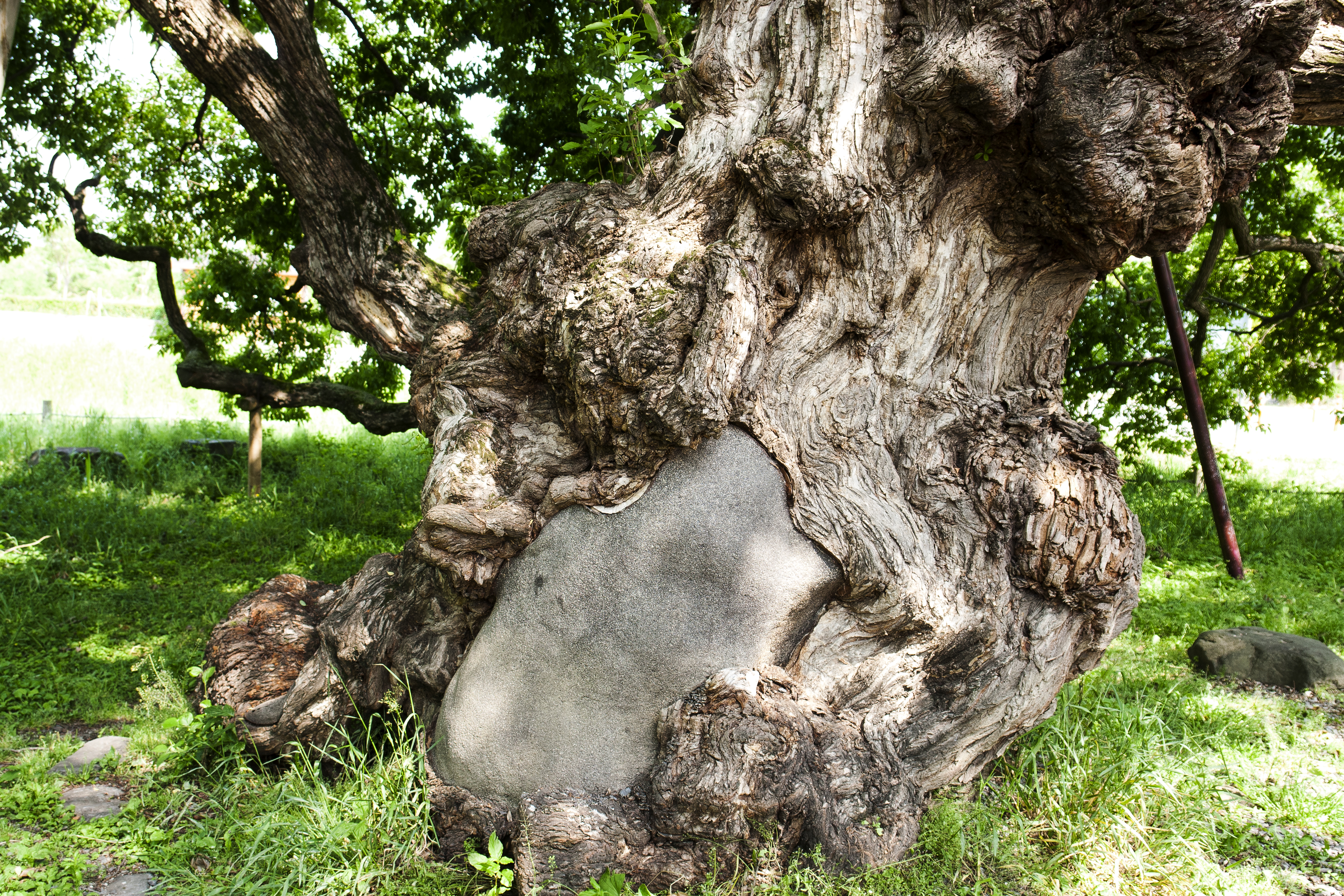
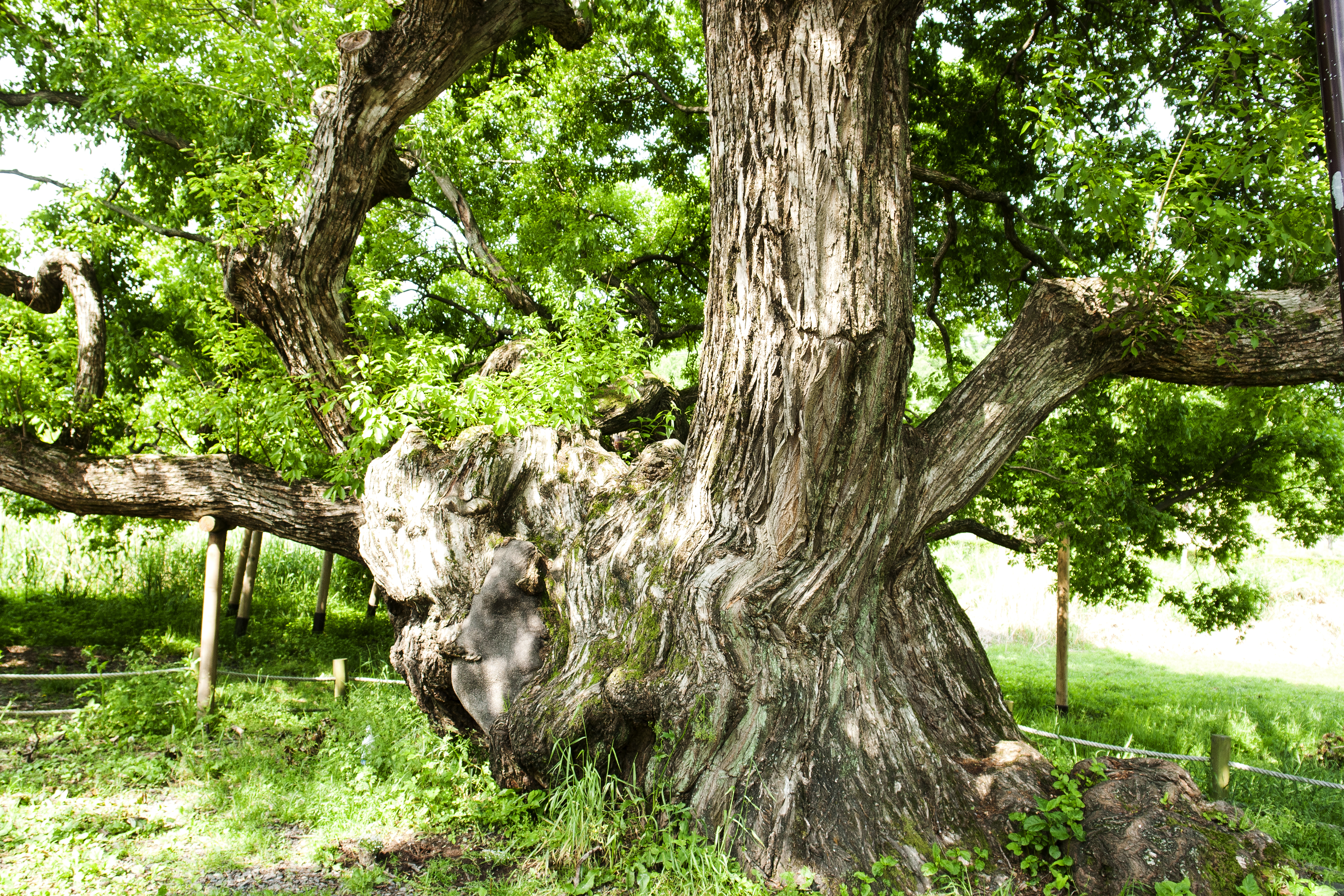